# Antipterna
Antipterna is een geslacht van vlinders van de familie sikkelmotten (Oecophoridae), uit de onderfamilie Oecophorinae.

## Soorten
- A. glacialis (Meyrick, 1885)
- A. microphanes (Lower, 1902)
- A. ptychomochla Turner, 1940
- A. tephrodes (Lower, 1902)